# Чащин, Василий Андреевич
Василий Андреевич Чащин (28 января 1881, Пермская губерния — 1961, Москва) — рабочий, депутат II Государственной думы Российской империи от Пермской губернии (1907), инженер (1934), мемуарист.

## Биография
Родился 28 января 1881 года в заводском посёлке Серебрянка одноимённой волости Кунгурского уезда (Пермская губерния) в крестьянской семье. В литературе встречаются также иные годы рождения: 1879 или 1875. Василий окончил начальную школу — Сосьвинское 3-классное училище. В 12 лет он поступил на Сосьвенский чугунолитейный завод учеником слесаря.

Позже Чащин писал: 
Дома в Сосьве строились в разное время без плана и были разбросаны в живописном беспорядке. Вокруг посёлка пышной зелёной стеной стоял лес

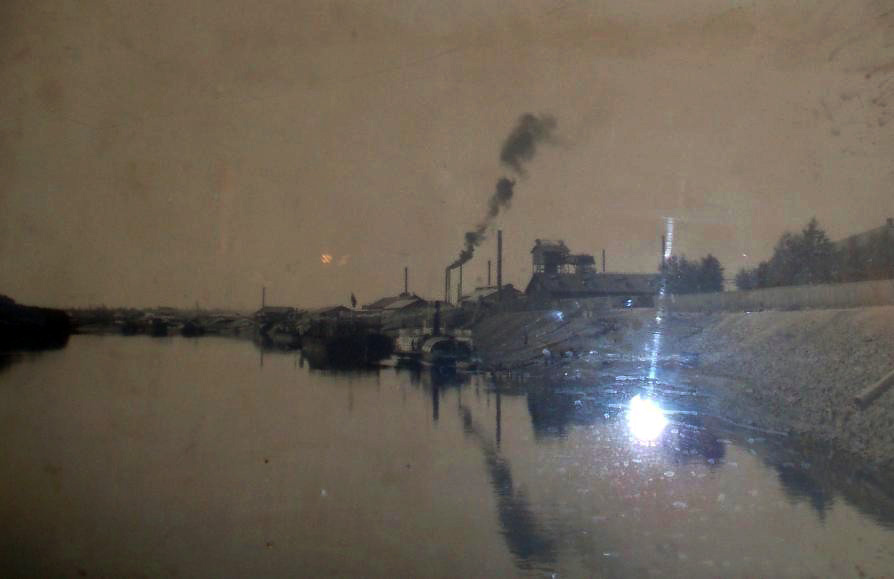
Сосьвинский чугунолитейный завод (1900-е)

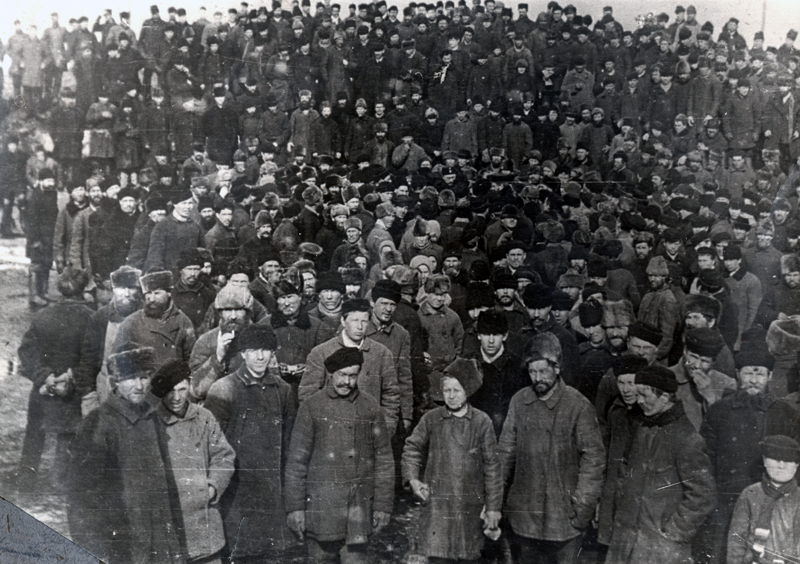
Рабочие — участники митинга на Пермских пушечных заводах (декабрь 1905)

В 1895 году уехал из Сосьвы и начал работать на Надеждинском заводе Верхотурского уезда слесарем механического цеха. С 1900 года он участвовал в революционном рабочем движении в Надеждинске, чем привлёк внимание царской полиции.
В 1902 году переехал в Пермь, где в 1903 году был привлечён к дознанию по обвинению в распространении революционных воззваний. После этого находился под гласным надзором полиции; был членом президиума Совета рабочих депутатов Надеждинского завода. 14 декабря 1905 года, после обыска, был арестован на своей пермской квартире по обвинению в принадлежности к социал-демократической партии (или за участие в декабрьском восстании в Мотовилихе) и был заключён в Пермскую тюрьму. После освобождения, 11 июля 1906 года, ему было запрещено проживание в Перми.

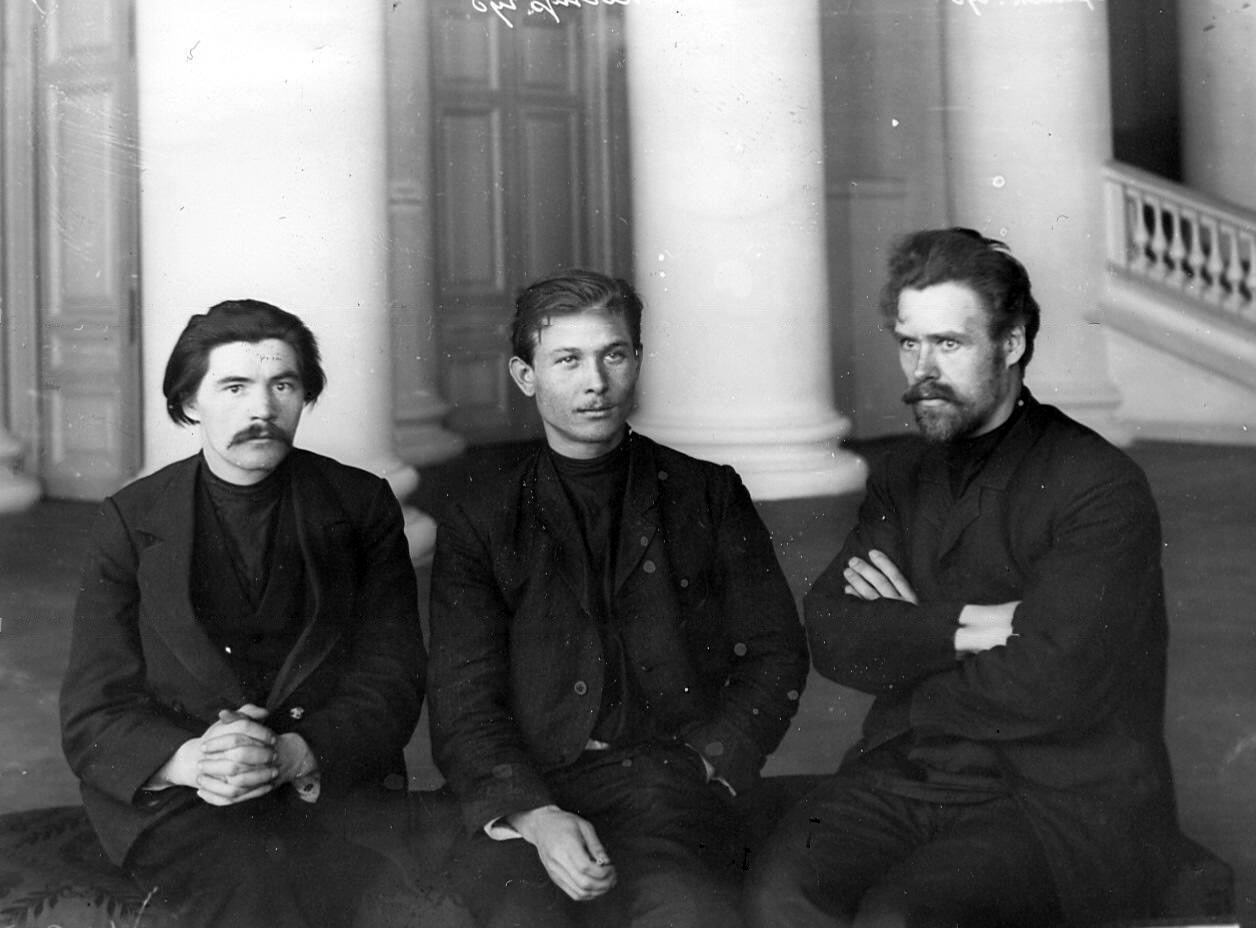
Депутаты В. А. Чащин (слева), А. В. Калинин и А. А. Шпагин в колонном зале Таврического дворца.jpg

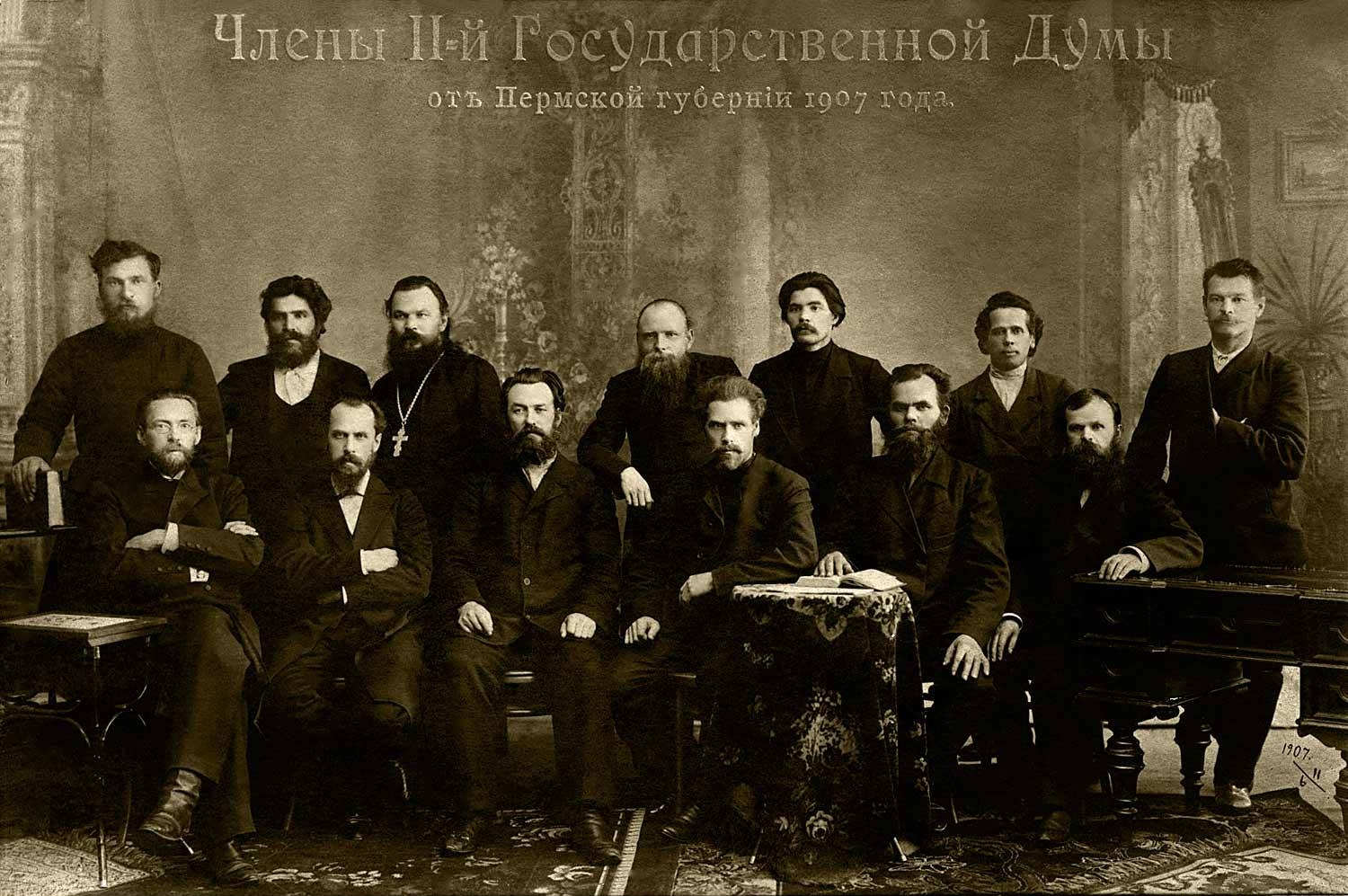
Члены II Государственной думы от Пермской губернии, 1907 год. Сидят: В. Н. Мамин, Г. И. Баскин, Я. Е. Захаров, А. А. Шпагин, Г. И. Кабаков, В. Е. Ершов; стоят: П. А. Зырянов, П. С. Сигов, К. А. Колокольников, Е. А. Петров, В. А. Чащин, Ф. Я. Тимачев, Я. П. Максимов

В. А. Чащин вернулся в Надеждинск, где вновь устроился на местный завод. В 1906 году он вступил в РСДРП и продолжил вести агитацию и пропаганду среди рабочих мартеновского и прокатного цехов Надеждинского завода. Был знаком с братьями-революционерами Михаилом и Александром Горшковыми.

На губернском избирательном собрании 6 февраля 1907 года был выборщиком от рабочей курии. Избрался во Вторую Государственную Думу Российской империи от общего состава выборщиков Пермского губернского избирательного собрания. 13 февраля, в день проводов Чащина в Санкт-Петербург, рабочие Надеждинского завода провели однодневную забастовку и демонстрацию, а также выработали наказ своему депутату: 
Мы твердо верим и надеемся, что ты не побоишься и не остановишься в момент борьбы перед опасностью, даже если бы тебе грозила смерть от врагов народа… Не законодательствовать в Думе вместе с сидящими там помещиками-крепостниками, а бороться за Учредительное собрание, демократическую республику, 8-часовой рабочий день, за конфискацию всех помещичьих земель

В Думе вошёл во фракцию социал-демократов. 7 марта 1907 года активно участвовал в обсуждении законопроекта «О продовольственной помощи голодающему населению», заявив при этом: 
Мы, социал-демократы, убеждены, что голод есть следствие капиталистического строя и окончательно он исчезнет с уничтожением этого строя и заменой его социалистическим
Кроме того, участвовал в разработке декларации Социал-демократической фракции по поводу рассмотрения государственного бюджета. Он выступал за установление 8-часового рабочего дня, а также требовал конфискации помещичьих земель (см. Чёрный передел).
Вместе с другими депутатами-большевиками ездил встречаться с Владимиром Лениным на станцию Куоккалла в Финляндии, где Ленин давал советы по работе в Думе. Кроме того, проводил внедумскую работу: он несколько раз выступал на собраниях рабочих завода Вестингауза, дважды бывал на митингах в Соляном городке и на фабрике «Резиновая мануфактура». Регулярно посещал общежития рабочих, где проводил с ними беседы на политические темы, а также вёл переписку со своими избирателями, информируя их о своей парламентской деятельности.
12 апреля подписал заявления с протестом против действий председателя Думы, который не разрешил одному из социал-демократических ораторов во время выступления прочесть выдержку из газеты. Встречался с Лениным и в день роспуска Думы. 3 июня 1907 года Ленин предложил депутатам, против которых уже было возбуждено уголовное преследование, направиться на фабрики и заводы и обо всем рассказать рабочим. На высказанное Чащиным опасение, что их могут арестовать, Ленин ответил: «Так что же! Пусть берут на глазах у всех. Пусть все видят, как царское правительство расправляется с депутатами от рабочих».
На следующее утро вместе со своими товарищами-депутатами был арестован по делу социал-демократической фракции. 4 декабря 1907 года осуждён Особым присутствием Правительствующего Сената на пять лет каторжных работ и вечное поселение. С декабря содержался в Акатуйской тюрьме, а в мае 1911 года был переведён в Алгачи.
По окончании срока каторжных работ, с конца марта 1912 года, находился на поселении в селе Творогово Селенгинского уезда Забайкальской области, где за ним, в числе других членов социал-демократической партии, велось полицейское наблюдение. Работал на консервном заводе недалеко от Верхнеудинска.
В 1917 году стал одним из организаторов Советской власти в Забайкалье: после Февральской революции был избран членом Верхеудинского Совета рабочих, солдатских и крестьянских депутатов. В 1925 году переехал в Москву, где работал во Всесоюзном Совете народного хозяйства (ВСНХ) и на Первом шарикоподшипниковом заводе.
В 1934 году, без отрыва от производства, окончил Всесоюзную промышленную академию (Промакадемию), стал инженером и начал работать в научно-исследовательском институте. Написал мемуары.
Скончался в Москве в 1961 году, похоронен на Новодевичьем кладбище (5 уч. 44 ряд).

## Награды
Ордена:
- Ленина — за активное участие в Революции 1905—1907
- Отечественной войны 1-й степени

Медаль:
- За доблестный труд в Великой Отечественной войне 1941—1945 гг.

## Произведения
- Чащин В. А. По уральским заводам : воспоминания. Лит. запись Т. В. Толстой / В. А. Чащин. — Молотов : Молотовгиз, 1951. — 148 с.
- Чащин В. А. В суровые годы : воспоминания старого большевика / В. А. Чащин. — Свердловск : Кн. изд-во, 1957. — 232 с.
- Чащин В. А. В. И. Ленин и депутаты II Государственной думы // О Владимире Ильине Ленине. Воспоминания. 1900—1922 годы. М., 1963, С. 80—84.